# 2019-es angol labdarúgó-szuperkupa
A 2019-es angol labdarúgó-szuperkupa, más néven az FA Community Shield a kupa 97. kiírása volt; egy labdarúgó mérkőzés a 2018–19-es angol bajnokság és a 2018–19-es FA-Kupa győztese, a Manchester City, valamint a bajnokságban második helyen végző Liverpool csapata között.
A kupa címvédője a Manchester City volt, amely 2018-ban a Chelsea-t győzte le 2–1-re. A találkozót a Wembley Stadionban rendezték.
A Liverpool 2006 óta az első Community Shield-mérkőzését játszotta, akkor 2–1-re legyőzte a Chelsea-t a cardiffi Millennium Stadionban.
A mérkőzést 1–1-es döntetlent követően büntetőrúgásokkal 5–4-re nyerte meg a Manchester City, története 6. Community Shield-győzelmét szerezve.

## A döntő előzményei
A 2018–19-es szezonban mind a Liverpool, mind a Manchester City a bajnokin címért versenyzett, mivel február végétől kezdve kevesebb, mint 3 pont volt a különbség a két csapat közt a ponttáblázaton és mindkét csapat megnyerte az első 15 bajnokiját. A Liverpool 97 pontot gyűjtve lett második, a Manchester City egy ponttal többet szerezve nyerte meg a bajnoki címet. A Manchester City a Ligakupát és az FA-kupát is megnyerte az előző idényben, utóbbi döntőjében 6–0-ra legyőzve a Watfordot. A Community Shield címvédője is a manchesteri kék-fehér csapat, miután 2018-ban a Chelsea-t 2–1-re győzte le a londoni Szuperkupa-mérkőzésen.
A 2018-2019-es szezonban kétszer mérkőzött meg egymással a két csapat, az Anfield Roadon 0–0 döntetlent játszottak, az Etihad Stadionban pedig 2–1-re győzött a hazai csapat. Az volt a Liverpool egyetlen bajnoki veresége a bajnokságban. Előbbi összecsapáson a találkozó hajrájában Rijad Mahrez hibázott büntetőt, míg utóbbin a videóbíró érvénytelenítette Sadio Mané találatát.
Ez az első Community Shield-mérkőzés amelyen Josep Guardiola és Jürgen Klopp Angliában is egymás ellen irányítják csapataikat egy kupadöntőben. Korábban a Német Szuperkupában 2013-ban és 2014-ben is szembe néztek egymással. Mindkét alkalommal a Klopp által irányított Borussia Dortmund nyerte a trófeát, 4–2, illetve 2–0 arányban.

## A mérkőzés

### Részletek
| 2019. augusztus 4. 16:00 CEST |

| Liverpool                                           | 1–1               | Manchester City                                 |
| --------------------------------------------------- | ----------------- | ----------------------------------------------- |
| Matip 77'                                           | (0–1) Jegyzőkönyv | Sterling 12'                                    |
| Büntetőpárbaj                                       |                   |                                                 |
| Shaqiri Wijnaldum Lallana Oxlade-Chamberlain Szaláh | 4–5               | Gündoğan B. Silva Foden Zincsenko Gabriel Jesus |

| Wembley Stadion, London Nézőszám: 77565 Játékvezető: Martin Atkinson |

| Liverpool | Manchester City |

| GK           | 1  | Alisson Becker          |  |     |
| RB           | 66 | Trent Alexander-Arnold  |  | 67' |
| CB           | 12 | Joe Gomez               |  |     |
| CB           | 4  | Virgil van Dijk         |  |     |
| LB           | 26 | Andrew Robertson        |  |     |
| CM           | 14 | Jordan Henderson (c)    |  | 79' |
| CM           | 3  | Fabinho                 |  | 67' |
| CM           | 5  | Georginio Wijnaldum     |  |     |
| RF           | 11 | Mohamed Szaláh          |  |     |
| CF           | 9  | Roberto Firmino         |  | 79' |
| LF           | 27 | Divock Origi            |  | 79' |
| Cserék:      |    |                         |  |     |
| GK           | 22 | Simon Mignolet          |  |     |
| DF           | 6  | Dejan Lovren            |  |     |
| DF           | 32 | Joël Matip              |  | 67' |
| MF           | 8  | Naby Keïta              |  | 67' |
| MF           | 15 | Alex Oxlade-Chamberlain |  | 79' |
| MF           | 20 | Adam Lallana            |  | 79' |
| MF           | 23 | Xherdan Shaqiri         |  | 79' |
| Menedzser:   |    |                         |  |     |
| Jürgen Klopp |    |                         |  |     |

| GK              | 1  | Claudio Bravo        |     |     |
| RB              | 2  | Kyle Walker          |     |     |
| CB              | 5  | John Stones          |     |     |
| CB              | 30 | Nicolás Otamendi     |     |     |
| LB              | 11 | Olekszandr Zincsenko |     |     |
| CM              | 17 | Kevin De Bruyne      | 33' | 89' |
| CM              | 16 | Rodri                |     |     |
| CM              | 21 | David Silva (c)      |     | 61' |
| RF              | 20 | Bernardo Silva       |     |     |
| CF              | 7  | Raheem Sterling      |     |     |
| LF              | 19 | Leroy Sané           |     | 13' |
| Cserék:         |    |                      |     |     |
| GK              | 31 | Ederson              |     |     |
| DF              | 12 | Angeliño             |     |     |
| DF              | 50 | Eric García          |     |     |
| MF              | 8  | İlkay Gündoğan       |     | 61' |
| MF              | 47 | Phil Foden           |     | 89' |
| FW              | 9  | Gabriel Jesus        |     | 13' |
| FW              | 10 | Sergio Agüero        |     |     |
| Menedzser:      |    |                      |     |     |
| Josep Guardiola |    |                      |     |     |

| Asszisztensek: Sian Massey-Ellis Dan Cook Negyedik játékvezető: Stuart Attwell Tartalék játékvezető: Neil Davies Videóbíró: Anthony Taylor Videóbíró asszisztense: Steve Child | Szabályok - 90 perc játékidő - Döntetlen esetén tizenegyesrúgások következnek - Hét cserejátékos nevezhető - Maximum hat cserelehetőség |